# Bystřice (přítok Černého potoka)
Bystřice je pravostranný přítok Černého potoka ve Všerubské vrchovině a Podčeskoleské pahorkatině v okrese Domažlice v Plzeňském kraji.
Délka toku měří 6,7 km, plocha povodí činí 10,97 km². Celý tok teče v přírodním parku Český les.

## Průběh toku
Potok pramení v nadmořské výšce 525 metrů asi 1 km od česko-německé státní hranice ve Všerubské vrchovině. Z malého bezpřítokového rybníčku nedaleko železniční stanice Česká Kubice, při jižním okraji obce, teče potok neobydlenou krajinou severním směrem. Mezi jeho 6. a 5. říčním kilometrem dochází k rozvětvení potoka do dvou koryt. Jedno je vlastní koryto potoka Bystřice a druhé 5,4 km dlouhé koryto náhonu Teplé Bystřice. Náhon Teplé Bystřice se ovšem vlévá do jiného recipientu, konkrétně říčky Zubřiny.
Bystrice dále pokračuje okolo přírodního útvaru, viklanu Čertova kamene a přitéká do obce Babylon. Zde napájí Babylonský rybník s rekreačním přírodním koupalištěm. Po průtoku rybníkem a obcí Babylon teče do dalšího, Černého rybníka. Po průtoku Černým rybníkem opouští, při hranici přírodní památky Louka u Šnajberského rybníka, Všerubskou vrchovinu a přitéká do Podčeskoleské pahorkatiny. Protéká Šnajberským a Velkým rybníkem, kde voda potoka poháněla mlýn na Šnajberku, který mlel až do roku 1952 a po celkové adaptaci nyní slouží k bydlení. Potok pokračuje západním směrem k železniční trati z Domažlic do Plané, kde se v těsné blízkosti tratě mezi Pilou, částí obce Trhanov, a Trhanovem zprava vlévá do Černého potoka.